# Sanamahismo
El sanamahismo es la religión de la veneración a Sanamahi, el aspecto creador de Sidaba Mapu, el dios de la trinidad de los meiteis. El sanamahismo es una de las religiones más antiguas del sureste de Asia. Ésta se originó en Manipur, India y es practicada principalmente por los Meeteis, Kabui, Zeliangrong y otras comunidades que habitan Manipur, Assam, Tripura, Uttar Pradesh, Birmania y Bangladés, con pequeñas poblaciones en el Reino Unido, Estados Unidos y Canadá.